# Rodrigo de la Fuente
Rodrigo De la Fuente Morgado (Madrid, 26 de noviembre de 1976) es un exbaloncestista español que jugó 16 temporadas entre la Liga ACB de España y la liga italiana. Mide 2,00 metros de altura y jugaba en la posición de alero. 

## Trayectoria
Llegó a la cantera de Estudiantes en categoría infantil, permaneciendo en ella 4 temporadas. Desde ahí partió a Estados Unidos, primero para jugar en el junior college de San Jacinto y posteriormente en la universidad de Washington State.
Desde 1997 hasta 2007 militó en el FC Barcelona, equipo del que fue capitán. Con el FC Barcelona conquistó una Euroliga, una Copa Korac y cuatro Ligas ACB y dos Copas del Rey, entre otros títulos.
Tras su paso por Italia y dos últimas temporadas en Estudiantes, en junio de 2013 anunció su retirada de los terrenos de juego.
Desde 2013 es el secretario técnico  del primer equipo del FC Barcelona, cargo en el que sustituye a Joan Creus,que había  estado en el cargo durante 8 años

## Selección nacional
De la Fuente ha sido internacional absoluto en todas las categorías de la Selección nacional de Baloncesto de España. Con la selección absoluta ha participado en los Eurobasket de París 1999 y Suecia 2003, donde consiguió dos medallas de plata. También ha participado en los Juegos Olímpicos de Sídney 2000 y Atenas 2004, y participó en el Mundobasket de Grecia 1998. Tiene un pabellón con su nombre en Gerindote (Toledo), hogar de sus abuelos.

## Logros y reconocientos

### Selección
- 2 medallas de plata en el EuroBasket: París'1999 y Suecia'2003, con la selección española.
- 1993 Campeonato de Europa Juvenil. Ankara. Medalla de Plata.
- 1994 Campeonato de Europa Sub-18. Tel Aviv. Medalla de bronce.
- 1995 Campeonato del Mundo Sub-19 . Atenas. Medalla de bronce.
- 1996 Campeonato de Europa sub-22. Selección de España. Estambul. Medalla de plata.

### Club
- Euroliga (2003)
- Copa Korac  (1999)
- 4x Liga ACB (1999, 2001, 2003, 2004)
- 3x Copa del Rey (2001, 2003, 2007)
- Supercopa ACB (2004)
- 1 Lliga Catalana de Bàsquet: 2004-2005.

### Consideraciones personales
- Nombrado Mejor jugador debutante de la Liga ACB: temporada 1997-1998.
- Nombrado Mejor jugador defensor de la Liga ACB: temporada 2003-2004.
- Internacional en todas las categorías.